# Diócesis de Anuradhapura
La diócesis de Anuradhapura (en latín: Dioecesis Anuradhapuren(sis), en inglés: Roman Catholic Diocese of Anuradhapura y en cingalés: அநுராதபுரம் மாவட்ட) es una circunscripción eclesiástica latina de la Iglesia católica en Sri Lanka, sufragánea de la arquidiócesis de Colombo. La diócesis tiene al obispo Norbert Marshall Andradi, O.M.I. como su ordinario desde el 14 de noviembre de 2003. 

## Territorio y organización
La diócesis tiene 10 472 km² y extiende su jurisdicción sobre los fieles católicos de rito latino residentes en la provincia Central del Norte.
La sede de la diócesis se encuentra en la ciudad de Anuradhapura, en donde se halla la Catedral de San José. La catedral fue fundada en 1544 por el misionero portugués Pedro de la Fonseca y puede ser la iglesia más antigua del país. La iglesia de hoy fue construida en 1845.
En 2020 en la diócesis existían 15 parroquias.

## Historia
La prefectura apostólica de Anuradhapura fue erigida el 19 de diciembre de 1975 con la bula Iussum Christi del papa Pablo VI, obteniendo el territorio de las diócesis de Jaffna y Trincomalee-Batticaloa (hoy diócesis de Trincomalee).
El 18 de marzo de 1982 la prefectura apostólica fue elevada a diócesis con la bula Qui idem del papa Juan Pablo II.

## Estadísticas
De acuerdo al Anuario Pontificio 2021 la diócesis tenía a fines de 2020 un total de 15 900 fieles bautizados.
| Año                                                                             | Población            | Población | Población      | Sacerdotes | Sacerdotes    | Sacerdotes    | Bautizados por sacerdote | Diáconos permanentes | Religiosos | Religiosos | Parroquias |
| Año                                                                             | Bautizados católicos | Total     | % de católicos | Total      | Clero secular | Clero regular | Bautizados por sacerdote | Diáconos permanentes | Varones    | Mujeres    | Parroquias |
| ------------------------------------------------------------------------------- | -------------------- | --------- | -------------- | ---------- | ------------- | ------------- | ------------------------ | -------------------- | ---------- | ---------- | ---------- |
| 1980                                                                            | 7280                 | 638 000   | 1.1            | 7          |               | 7             | 1040                     |                      | 14         | 31         | 20         |
| 1990                                                                            | 9597                 | 963 000   | 1.0            | 12         | 7             | 5             | 799                      |                      | 8          | 33         | 33         |
| 1999                                                                            | 12 369               | 1 418 224 | 0.9            | 15         | 11            | 4             | 824                      |                      | 5          | 48         | 13         |
| 2000                                                                            | 12 418               | 1 418 224 | 0.9            | 15         | 11            | 4             | 827                      |                      | 5          | 45         | 13         |
| 2001                                                                            | 12 479               | 1 418 224 | 0.9            | 20         | 14            | 6             | 623                      |                      | 8          | 51         | 13         |
| 2002                                                                            | 9855                 | 1 103 697 | 0.9            | 20         | 14            | 6             | 492                      |                      | 8          | 56         | 13         |
| 2003                                                                            | 10 103               | 1 140 066 | 0.9            | 22         | 15            | 7             | 459                      |                      | 8          | 45         | 13         |
| 2004                                                                            | 9855                 | 1 105 663 | 0.9            | 21         | 15            | 6             | 469                      |                      | 7          | 42         | 15         |
| 2006                                                                            | 10 621               | 1 132 000 | 0.9            | 25         | 14            | 11            | 424                      |                      | 11         | 52         | 18         |
| 2012                                                                            | 12 703               | 1 110 904 | 1.1            | 22         | 15            | 7             | 577                      |                      | 7          | 59         | 15         |
| 2015                                                                            | 14 008               | 1 140 000 | 1.2            | 15         | 15            |               | 933                      |                      |            | 52         | 13         |
| 2018                                                                            | 15 340               | 1 177 230 | 1.3            | 25         | 13            | 12            | 613                      | 1                    | 12         | 47         | 13         |
| 2020                                                                            | 15 900               | 1 221 546 | 1.3            | 23         | 15            | 8             | 691                      | 1                    | 8          | 50         | 15         |
| Fuente: Catholic-Hierarchy, que a su vez toma los datos del Anuario Pontificio. |                      |           |                |            |               |               |                          |                      |            |            |            |

## Episcopologio
- Henry Swithin Thomas Alexander Wijetunge Goonewardena, O.M.I. † (20 de diciembre de 1975-2 de noviembre de 1995 renunció)
- Oswald Gomis (2 de noviembre de 1995-6 de julio de 2002 nombrado arzobispo de Colombo)
- Norbert Marshall Andradi, O.M.I., desde el 14 de noviembre de 2003